# Музей Плантена-Моретуса
Музей Плантен-Моретуса (Plantin-Moretusmuseum) — музейний заклад в місті Антверпен з бібліотекою і історичними друкарськими експонатами 16 ст.

## Історія

Рубенс. «Ексіз фронтиспіса», Ермітаж, Санкт-Петербург.

Поліграфська компанія в Антверпені була засована 1555 року. Вона була одним із найбільших друкарських підприємств Південних Нідерландів та вважається першим друкарським підприємством промислового типу. В її складі було до шістнадцяти друкарень, а кількість працівників досягала 80. Це зробило Антверпен одним із друкарських центрів Західної Європи поряд із Венецією, Амстердамом, Парижем.
Власник типографії Крістофер Плантен зробив офіс компанії місцем зустрічей гуманістів і освічених людей міста. Але дотримувався політики отримувати найбільший прибуток і аполітичності. Тому друкував як католицьку, так і протестантську літературу. Серед клієнтів фірми — гуманісти Юстус Ліпсіус та Симон Стевен, художник Пітер Пауль Рубенс.
Допитливий Рубенс не тільки купував книги. Разом із Бальтазаром Моретом вони працювали для друкарської фірми Плантена, створивши низку фронтисписів, що розміщались поряд із титульною сторінкою видань.

## Створення музею

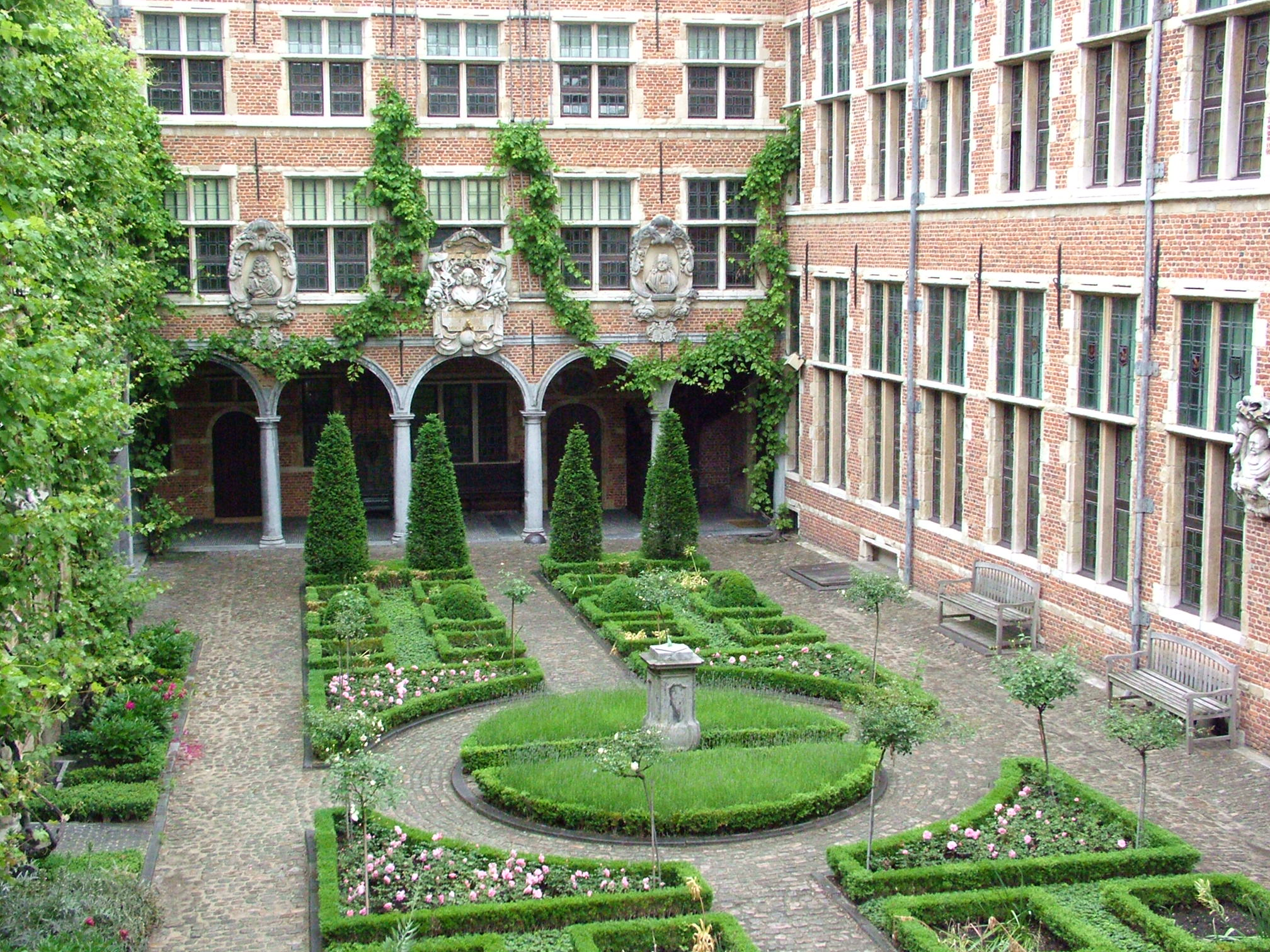
Дворик музею із сучасно відновленим садом бароко

1876 року останній володар друкарень Едвард Моретус продав історичну споруду фірми разом із старовинними друкарськими верстатами та низкою шрифтів уряду міста Антверпен. Вже через рік (1877 року) підприємство було нашвидкоруч музеєфіковане і відкрите для відвідин на хвилі національної самоідентифікації молодої тоді держави Бельгії.
1944 року під час артобстрілу Антверпена в 2-гу світову війну музейне приміщення було пошкоджене німецькою ракетою V2, а музей закрито на відновлення. Після ремонтів і створення нової експозиції музей відкрито знову 1951 року. З 2002 року музей внесено до охоронних об'єктів ЮНЕСКО. 2005 року музей Плантен-Моретуса став першим музейним закладом в переліку всесвітнього спадку ЮНЕСКО.

## Фонди музею

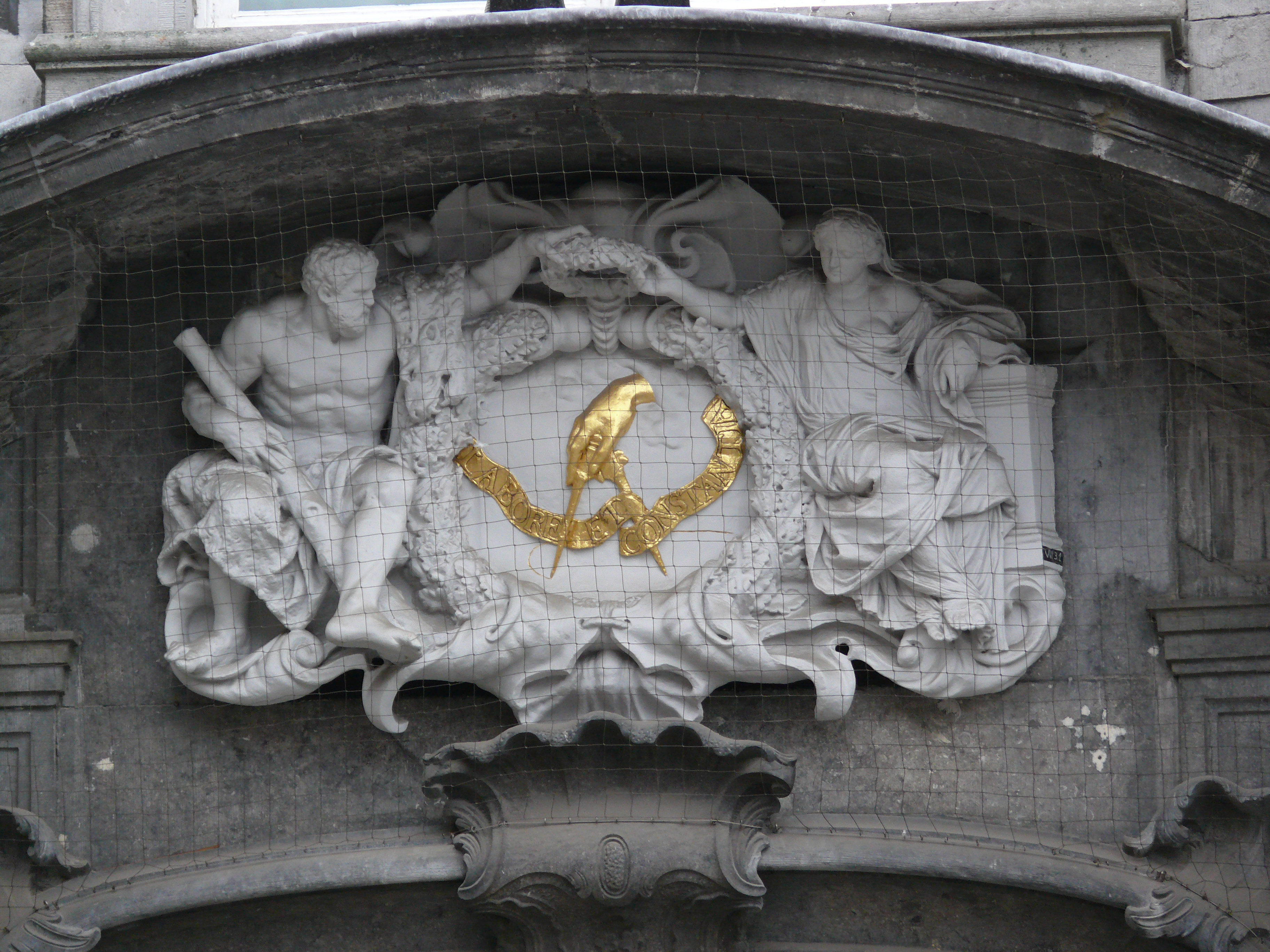
Алегорія «Праця і Наполегливість, що охороняють Творчість»

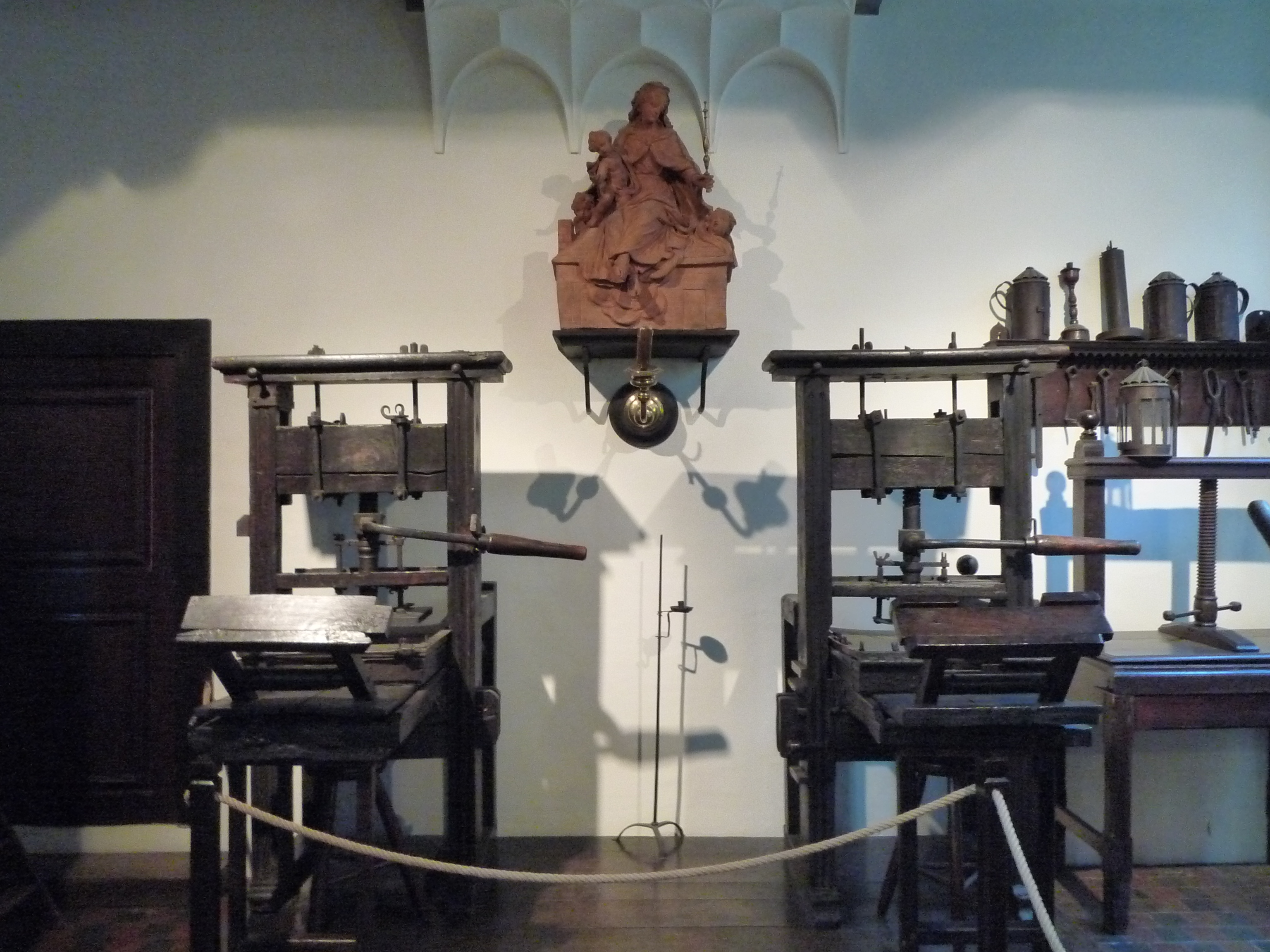
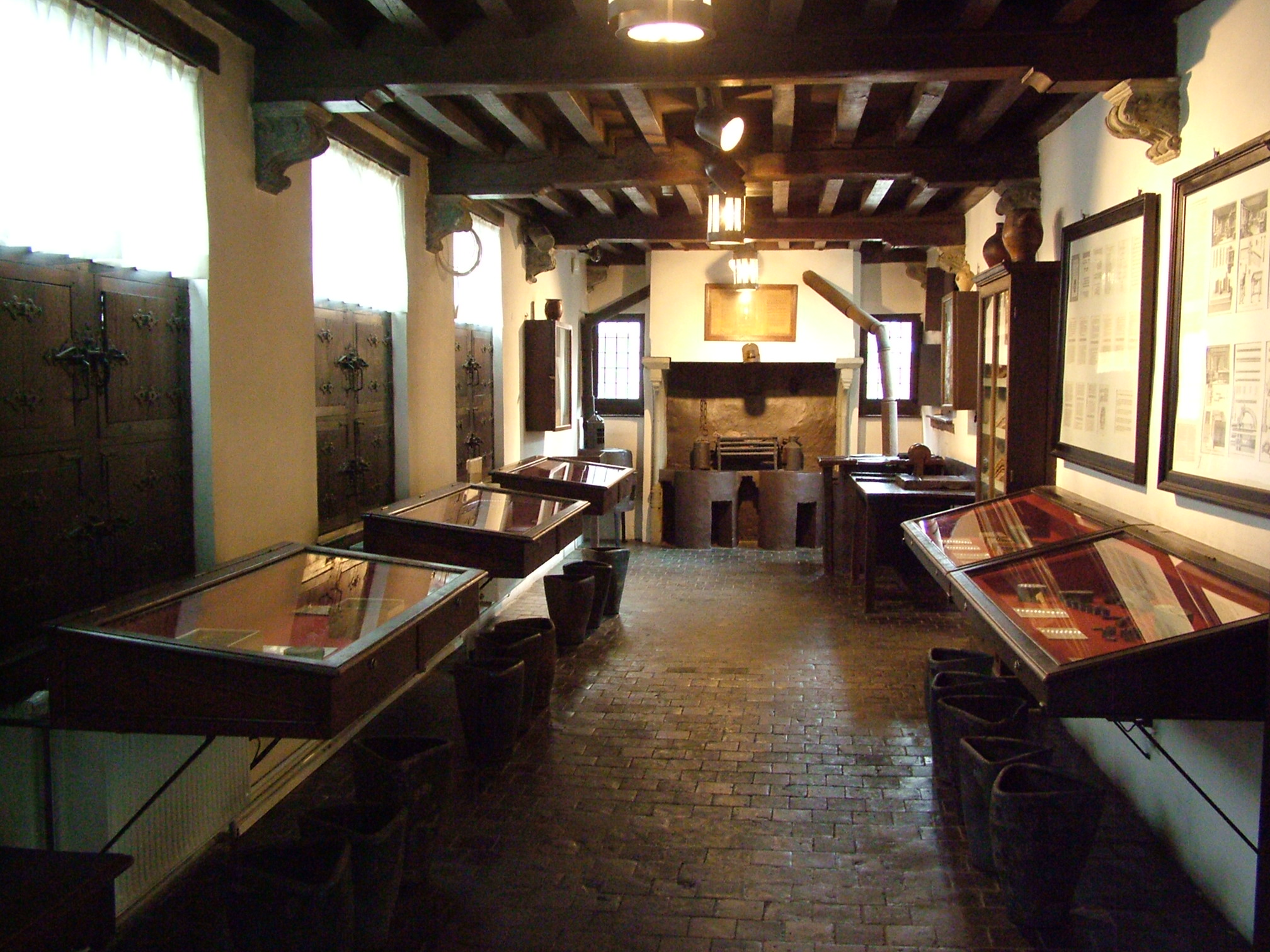
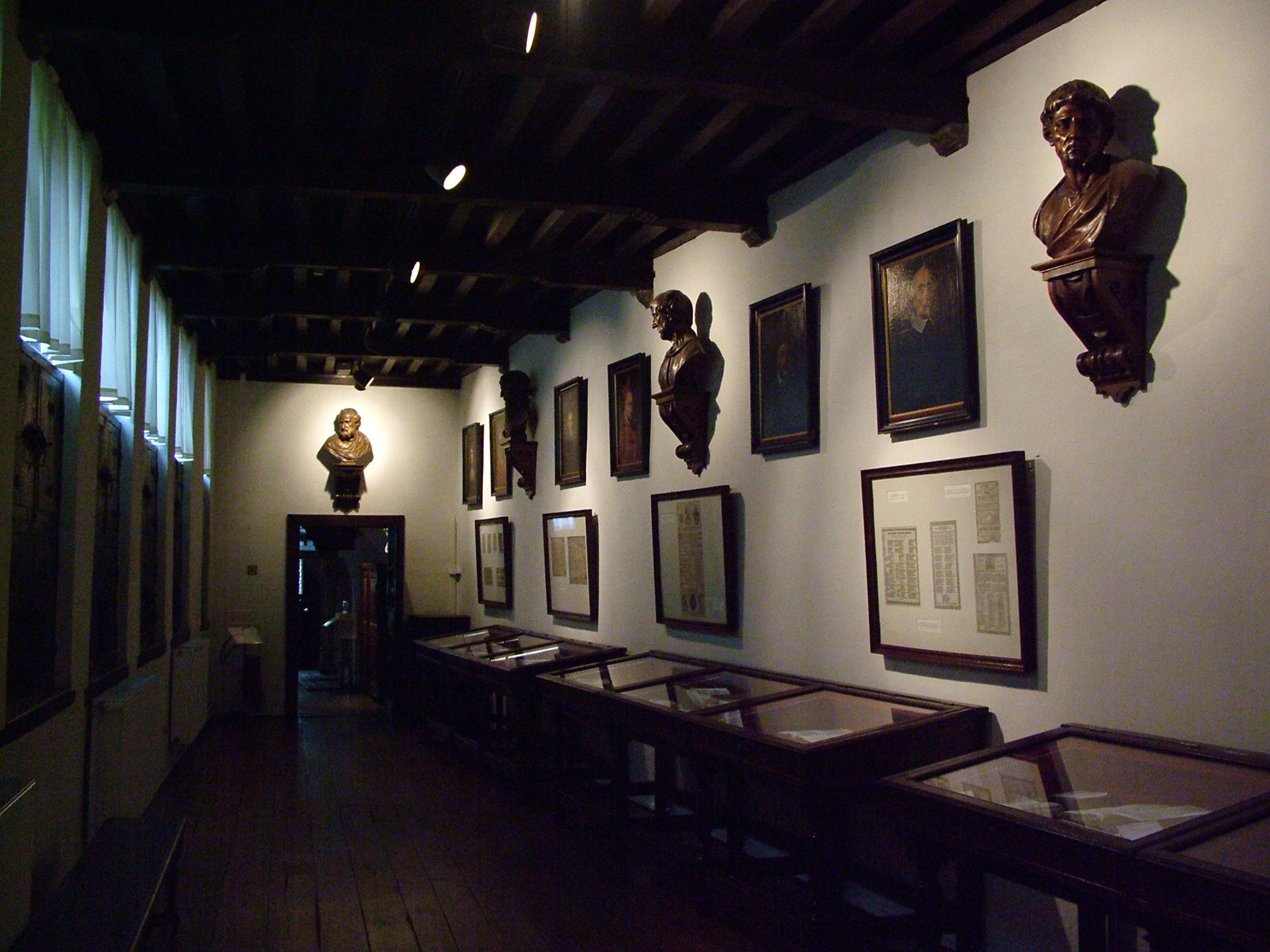
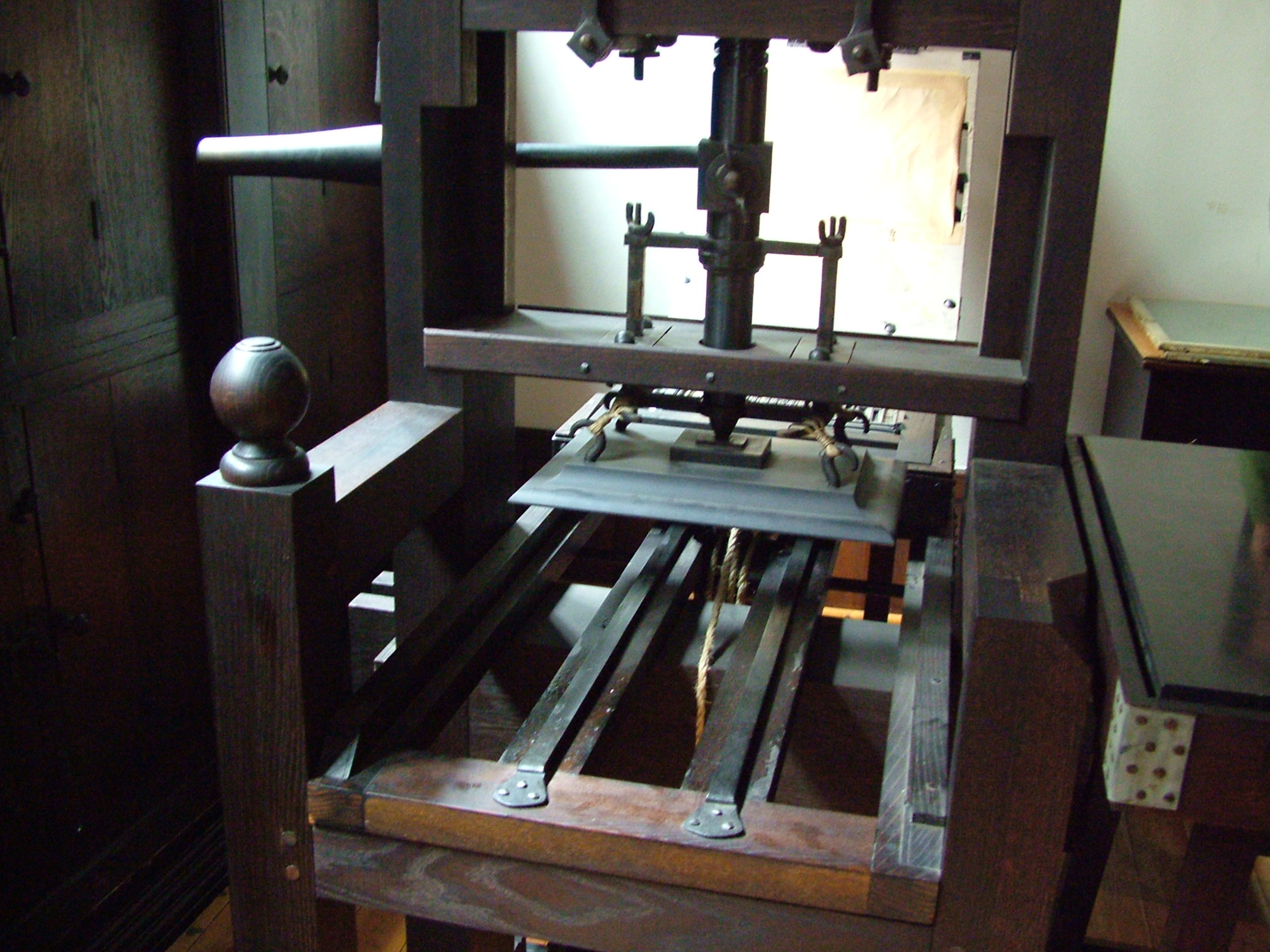

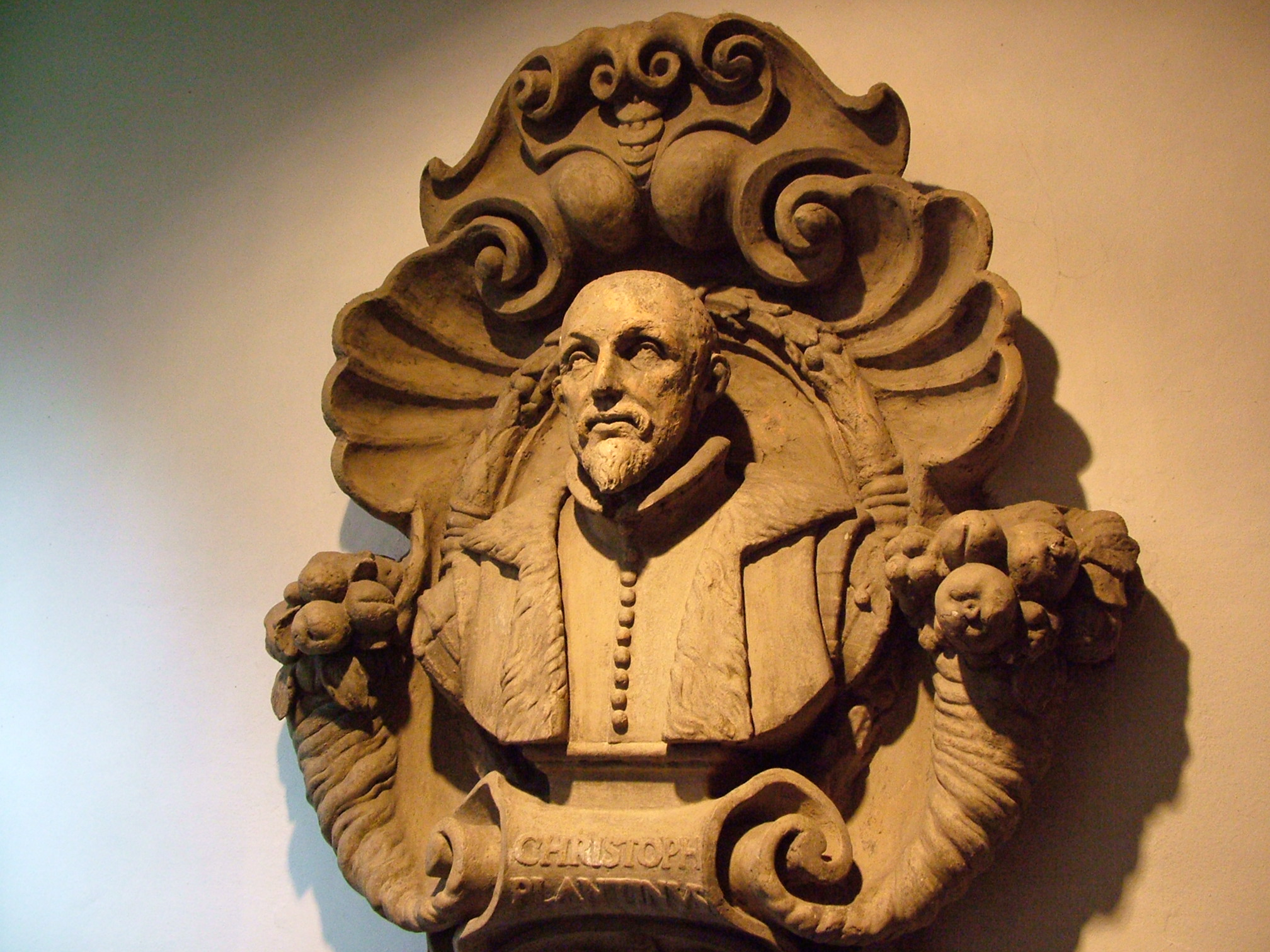
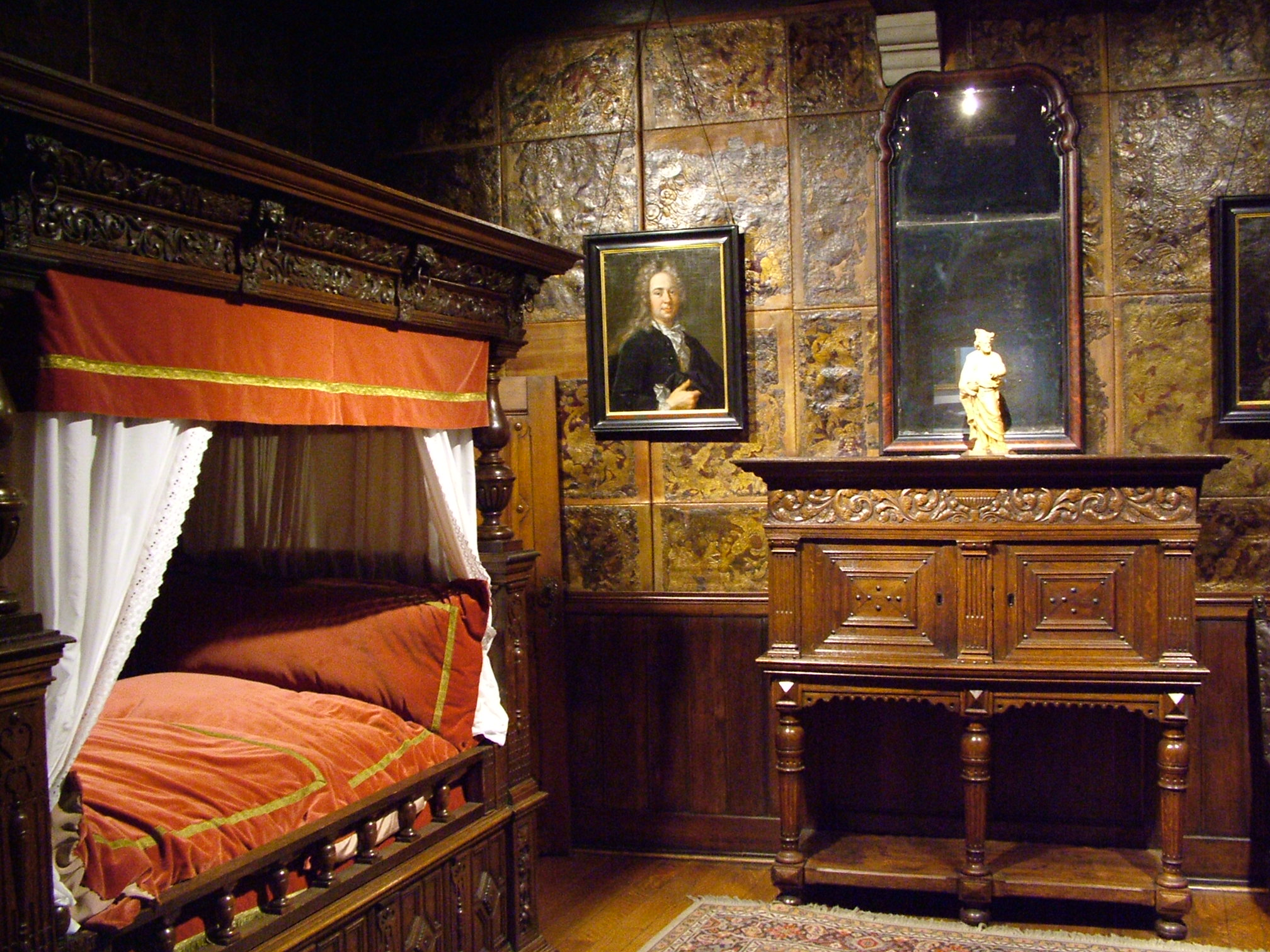
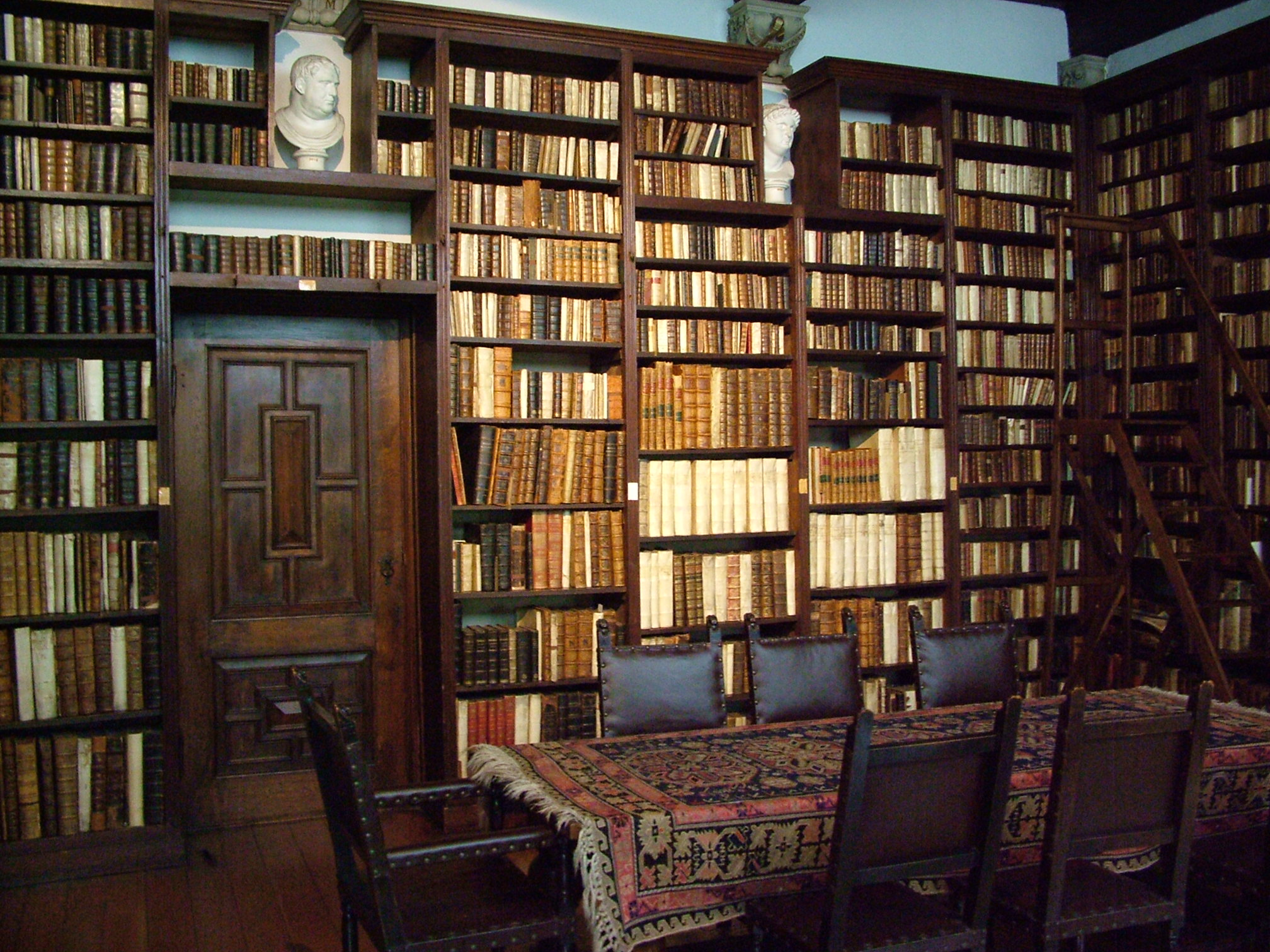
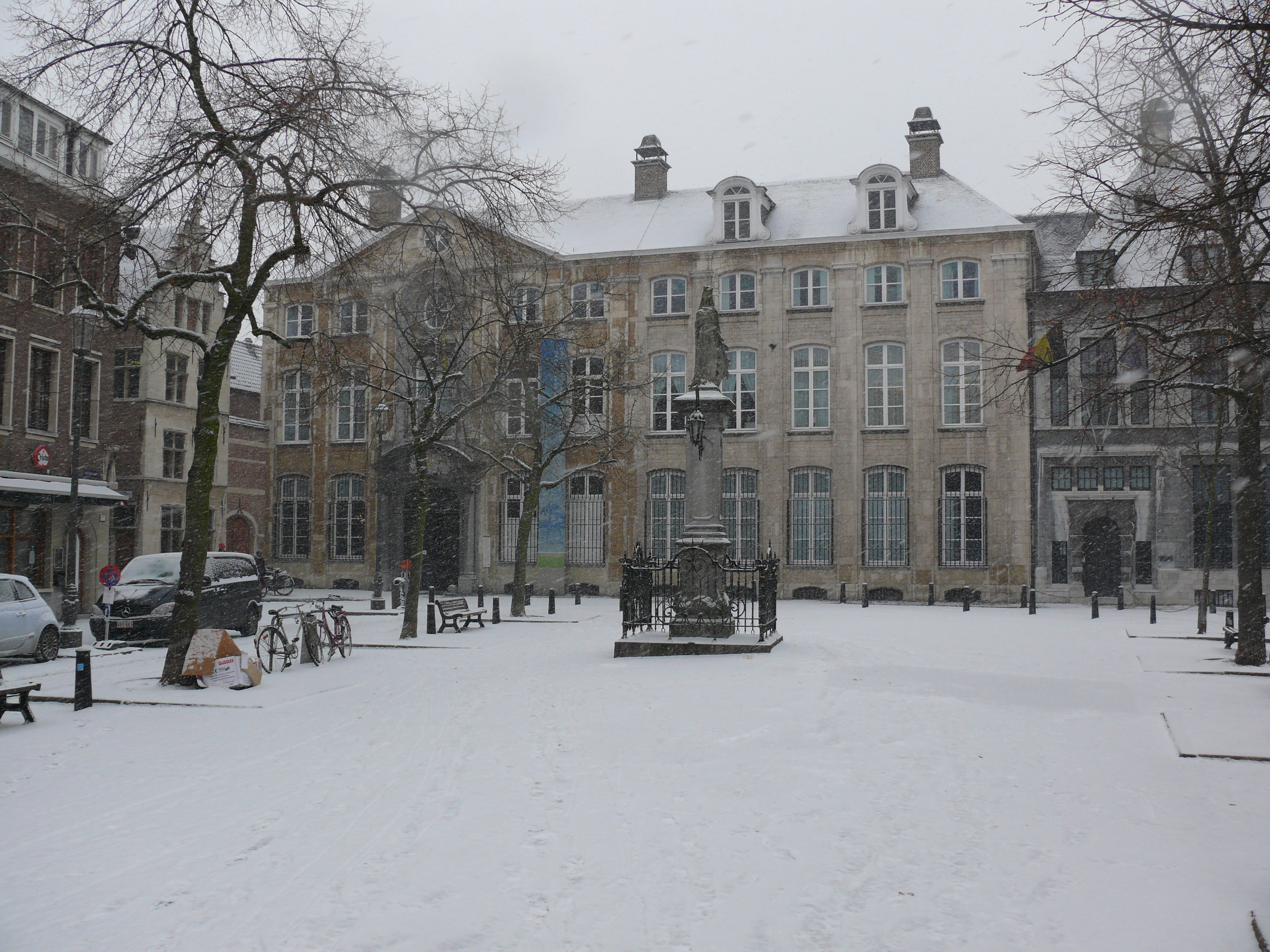

Музей зберігає старовинні друкарські верстати 1600 року, шрифти і історичну бібліотеку. Тут зберігають зразки видань друкарень Плантенів 16, 17, 18 ст., а також інкунабули і видання доби постінкунабул, а також рукописи, котрих більше шести сотень. Серед останніх — рукопис «Хронік Жана Фруасара» 15 століття.
Історична бібліотека музею Плантен-Моретуса нараховує понад 30 000 видань. Експоновані старовинні ще дерев'яні блау-преси. Частка музейних приміщень (колишніх житлових) декорована старовинними шкіряними шпалерами із золотими візерунками та старовинними фламандськими різьбленими меблями. Серед музейних експонатів також картографічні глобуси моделі Герарда Меркатора та стародруки атласів, серед яких і «Theatrum Orbis Terrarum» Ортеліуса.
Для істориків має непересічне значення збережений архів і бухгалтерські розрахунки друкарської фірми Плантенів практично за весь період існування підприємства. Це рідкісне, особливе джерело інформації щодо соціальної і промислової історії міста Антверпен та умов праці робітників-найманців 16, 17, 18 століть.
Серед мистецьких творів музею Плантен-Моретуса — картини Пітера Пауля Рубенса, голови численної художньої майстерні в Антверпені і клієнта друкарської фірми Плантенів.